# هنري إف. برينغل
هنري إف. برينغل (بالإنجليزية: Henry F. Pringle)‏ هو كاتب سير أمريكي، ولد في 23 أغسطس 1897 في نيويورك في الولايات المتحدة، وتوفي في 7 أبريل 1958 في واشنطن العاصمة في الولايات المتحدة.